# Terminiers
Terminiers é uma comuna francesa na região administrativa do Centro, no departamento Eure-et-Loir. Estende-se por uma área de 32,12 km². Em 2010 a comuna tinha 906 habitantes (densidade: 28,2 hab./km²).